# 千葉県道287号袖ケ浦姉ケ崎停車場線
千葉県道287号袖ケ浦姉ケ崎停車場線（ちばけんどう287ごう そでがうらあねがさきていしゃじょうせん）は、千葉県袖ケ浦市と市原市を結ぶ一般県道。国道16号の旧道でもある。

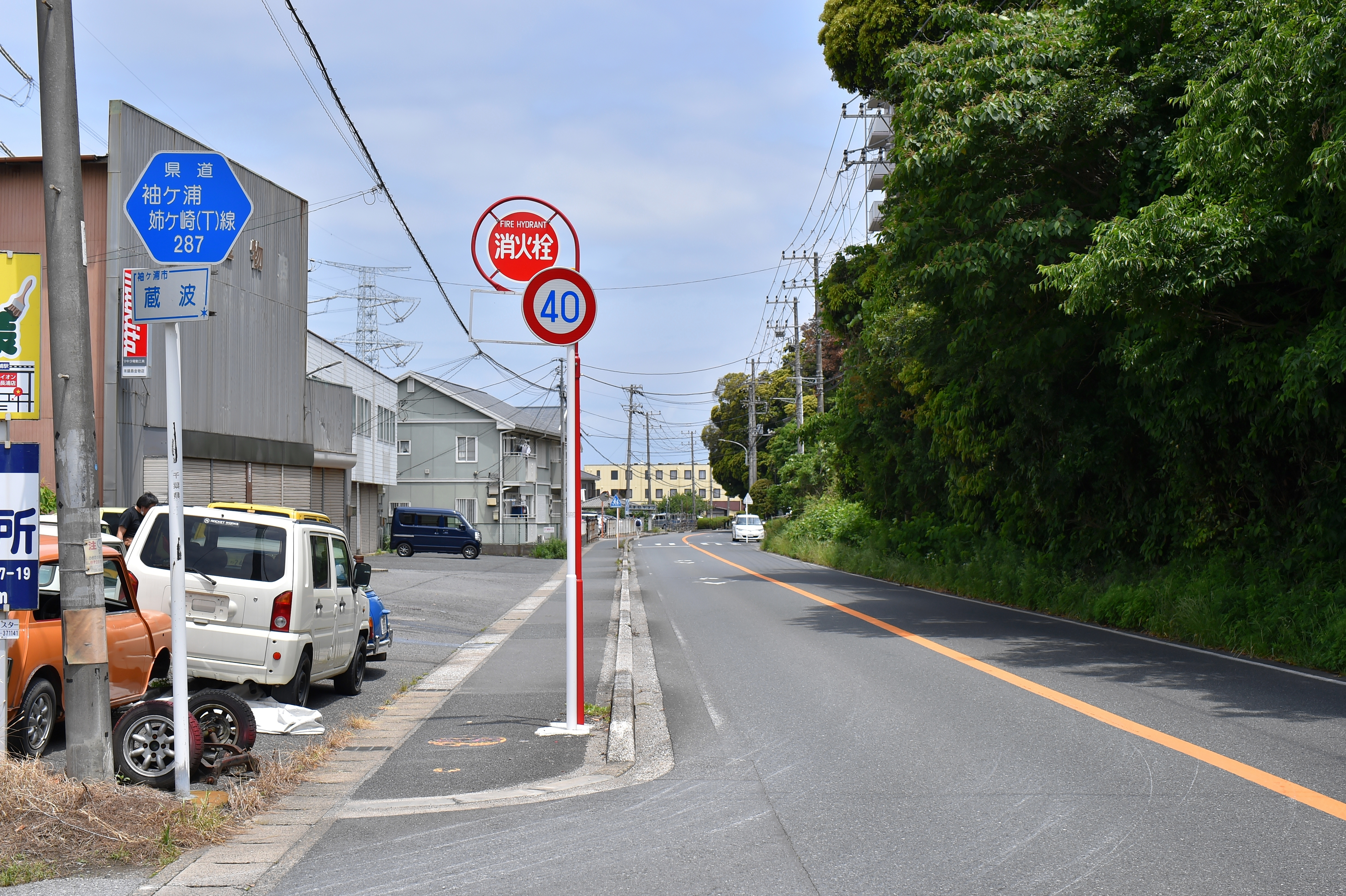
千葉県道287号袖ケ浦姉ケ崎停車場線
袖ケ浦市蔵波（2023年5月）

## 路線データ
- 起点：袖ケ浦市奈良輪（奈良輪交差点、国道16号・千葉県道87号袖ケ浦中島木更津線交点）
- 終点：市原市姉崎（内房線 姉ケ崎駅）
- 総延長：5.758 km（君津土木事務所管内：5.758 km[1]）
- 重用延長：なし（君津土木事務所管内：0.0 km）
- 実延長：5.758 km（君津土木事務所管内：5.758 km[1]）

## 地理

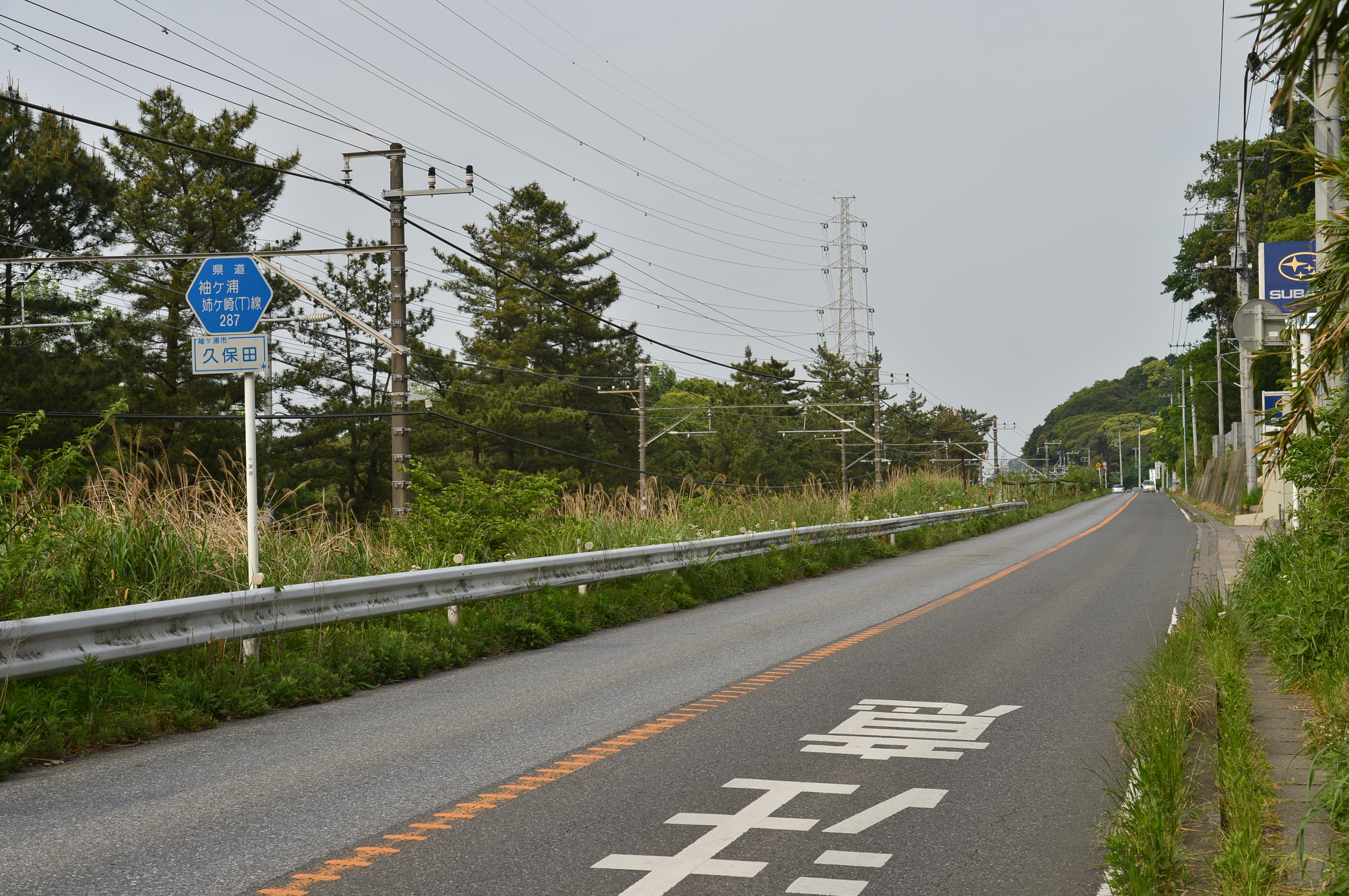
袖ケ浦市久保田（2016年5月）

### 通過する自治体
- 千葉県
  - 袖ケ浦市 - 市原市

### 交差する道路
- 国道16号・千葉県道87号袖ケ浦中島木更津線 - 袖ケ浦市奈良輪（奈良輪交差点、起点）
- 千葉県道145号長浦上総線 - 袖ケ浦市蔵波（袖ケ浦市蔵波交差点）
- 千葉県道300号上高根北袖線 - 袖ケ浦市久保田 ※直接接続不可能

### 沿線
- 蔵波台団地
- 長浦駅
- 袖ケ浦市立長浦中学校
- 代宿団地